# Municipio de White Oak (condado de Harrison)
El municipio de White Oak (en inglés: White Oak Township) es un municipio ubicado en el condado de Harrison en el estado estadounidense de Misuri. En el año 2010 tenía una población de 529 habitantes y una densidad poblacional de 5,65 personas por km².

## Geografía
El municipio de White Oak se encuentra ubicado en las coordenadas 40°14′55″N 94°9′0″O / 40.24861, -94.15000. Según la Oficina del Censo de los Estados Unidos, el municipio tiene una superficie total de 93.7 km², de la cual 93,02 km² corresponden a tierra firme y (0,72 %) 0,68 km² es agua.

## Demografía
Según el censo de 2010, había 529 personas residiendo en el municipio de White Oak. La densidad de población era de 5,65 hab./km². De los 529 habitantes, el municipio de White Oak estaba compuesto por el 97,35 % blancos, el 0,19 % eran afroamericanos, el 0,95 % eran amerindios y el 1,51 % eran de una mezcla de razas. Del total de la población el 0,38 % eran hispanos o latinos de cualquier raza.